# Ittihad Riadhi Baladiat Maghnia
Ne pas confondre avec le ASB Maghnia, un autre club de la ville de Maghnia fondé en 1996.
Maillots
Dernière mise à jour : 23 mai 2020.
L'Ittihad Riadhi Baladiat Maghnia (en arabe : الاتحاد الرياضي لبلدية مغنية), plus couramment abrégé en IRB Maghnia ou encore en IRBM et souvent appelé Ittihad Maghnia, est un club algérien de football fondé en 1928 et basé dans la commune de Maghnia, dans la Wilaya de Tlemcen.

## Histoire
L'Ittihad Riadhi Baladiat Maghnia évolua pendant plusieurs saisons en 2e et 3e division du championnat d'Algérie. L'équipe de l'IRBM évolue pour la saison 2015-2016 dans le championnat d'Algérie de 4e division, appelé Division Inter-Régions.

## Palmarès
| Compétitions nationales                                                                   |
| ----------------------------------------------------------------------------------------- |
| - DNA (3) : - Champion Gr. Ouest : 1998-99 et 2000-01. - Champion Gr. LRF Oran : 2003-04. |

## Parcours

### Classement en championnat par année
- 2003-04 : D3, Régional 1 LRF Oran, 1re
- 2004-05 : D3, Inter-régions groupe ouest, 2e
- 2005-06 : D3, Inter-régions groupe ouest, 4e
- 2006-07 : D3, Inter-régions groupe ouest, 7e
- 2007-08 : D3, Inter-régions groupe ouest, 3e
- 2008-09 : D3, Inter-régions groupe ouest, 2e
- 2009-10 : D3, Inter-régions groupe ouest, 2e
- 2010-11 : D3, DNA groupe Centre-ouest, 5e
- 2011-12 : D3, DNA groupe ouest, 4e
- 2012-13 : D3, DNA groupe ouest, 2e
- 2013-14 : D3, DNA groupe ouest, 16e
- 2014-15 : D4, Inter-régions groupe ouest, ?e
- 2015-16 : D4, Inter-régions groupe ouest, 1re
- 2016-17 : D3, DNA Ouest, 7e
- 2017-18 : D3, DNA Ouest, 14e
- 2018-19 : D3, DNA Ouest, 16e
- 2019-20 : D4, Inter-régions Ouest, ?e
- 2020-21 : D3, DNA Ouest, Groupe D2 5e
- 2021-22 : Inter-régions Ouest, 7e
- 2022-23 : D3, Inter-régions Ouest, 15e
- 2023-24 : D4, Régional 1 LRF Oran, ?e
- 2024-25 : D4, Régional 1 LRF Oran, ?e

### Parcours de l'IRB Maghnia en coupe d'Algérie
| Saison  | Tour              | Matchs         | Résultats     |
| ------- | ----------------- | -------------- | ------------- |
| 2015-16 | 1/32 final        | USM El Harrach | 1-1 t.a.b 4-3 |
| 2016-17 | Avant dernier T.R | SCM Oran       | 2-1           |
| 2017-18 | dernier T.R       | WA Tlemcen     | 1-0           |
| 2018-19 | Tour              |                | ?             |
| 2019-20 | dernier T.R       | FCB Telagh     | ?             |
| 2020-21 | N.J               | N.J            | N.J           |
| 2021-22 | N.J               | N.J            | N.J           |
| 2022-23 | Tour              |                | ?             |
| 2023-24 | Tour              |                | ?             |
| 2024-25 | Tour              |                | ?             |

## Identité du club

### Logo et couleurs
Depuis la fondation de l'Ittihad Riadhi Baladiat Maghnia en 1928, ses couleurs sont toujours le Vert et le Blanc.

Ancien logo
Logo actuel

### Rivalités
Le rival du IRBMaghnia est l'autre club de la ville: le Maghnia, le ASBMaghnia qui a été fondé seulement en 1996.

## Structures du club

### Infrastructures
L'IRBMaghnia joue ses matches à domicile au Stade des Frères Nouali.